# أوندانسيترون
الأُوندانسيترون (بالإنجليزية: Ondansetron)‏ يسوق تحت العلامة التجارية باسم زوفران (بالإنجليزية: Zofran)‏ هو دواء يستخدم لمنع الغثيان والقيء الناجم عن العلاج الكيميائي للسرطان أوالعلاج الإشعاعي أو الجراحة. ويفيد أيضا في التهاب المعدة والأمعاء. الدواء ليس له تأثير يذكر على القيء الناجم عن دوار الحركة.
أوندانسيترون يعد من مضادات مستقبلات السيروتونين ويمكن أن يعطى عن طريق الفم، أو عن طريق الحقن في العضلات أو في الوريد.
يعطى الدواء عادةً بمقدار 8 ملغ عن طريق الفم قبل نصف ساعة من بدء العلاج الكيميائي، ثم بمقدار 8 ملغ بعدها بثماني ساعات. وبعد ذلك، يعطى الدواء كل 12 ساعة لمدة يوم أو يومين بعد الانتهاء من المعالجة. وتتوفر من الدواء كبسولات عيار 8 ملغ تذوب في الفم، ثلاث كبسولات قبل نصف ساعة من بدء المعالجة.

## آلية العمل
يتم إفراز سيروتونين في الجسم نتيجة للعلاج الكيماوي، ويؤثر على مركز التقيؤ في الدماغ والقناة الهضمية، ويمنع الرسائل المرسلة من هذه المناطق إلى مركز القيء أيضاً ويرتبط أوندانسيترون بمستقبل السيروتونين ويعيق عمله، مما يؤدي إٍلى منع الغثيان والقيء.

## الاستخدامات الطبية
على الرغم من فعالية الدواء كعامل مضاد للقيء، وارتفاع تكلفة اسم العلامة التجارية أوندانسيترون في البداية يقتصر استخدامه للسيطرة على الغثيان بعد العملية الجراحية والقيء والغثيان الناجم عن العلاج الكيميائي.

## علاج السرطان
مضادات مستقبلات 5-هت 3 (بالإنجليزية: 5-HT3 receptor)‏ يعطى الأوندانسيترون قبل العلاج الكيميائي بالحقن، عادة، بينما يتم تناوله، بعد العلاج الكيماوي، بأقراص لعدة أيام إضافية.تتم، أحيانا، إضافة ديكساميتازون من أجل زيادة فاعلية وتأثير الأوندانسيترون.

## بعد العملية الجراحية
وهناك عدد من الأدوية بما في ذلك الأوندانسيترون أثبتت فعاليتها في السيطرة على الغثيان بعد العملية الجراحية. ويعد هذا الدواء هو أكثر فعالية من الميتوكلوبراميد، وأقل مخدر من السايكليزين أو الدروبيريدول.

## الحمل
قد يستخدم الأوندانسيترون بدون وصفة طبية لعلاج غثيان الصباح والتقيؤ الحملي. وعادة ما يستخدم بعد فشل تأثير أدوية أخرى، والدواء حالياً مصنف من قبل منظمة الغذاء والدواء الأمريكية على أنه من الصنف (-B-) وهذا يعني بأنه يمكن حتى للحامل تناول هذه الحبوب -إذا كانت بحاجة له، فالدراسات المكثفة على أجنة الحيوانات لم تظهر وجود أي تأثير مشوه له،
لكن لا توجد بعد دراسات كافية على أجنة الإنسان. أي أنه لم تثبت، بعد، مأمونية هذا الدواء أثناء الحمل.

## متلازمة التقيؤ الدوري
يعد الأوندانسيترون هو واحد من العديد من العوامل المضادة للقيء المستخدمة خلال مرحلة القيء في متلازمة التقيؤ الدوري. 

## التهاب المعدة والأمعاء
في أقسام الطوارئ غالباً ما يتم استخدام الأوندانسيترون للحد من القيء المرتبطة بالتهاب المعدة والأمعاء أو في حالات الجفاف.  وجدت مراجعة بأثر رجعي أنها كانت يعتبر أوندانسيترون أقراص حقن دواء لعلاج حالات القيء المستعصية حيث يحتوي على ماده فعالة ي تعمل من خلال التحكم في منطقة في المخ والتي تسمى مركز القيء وكذلك منطقة يطلق عليها نطاق تحفيز المستقبلات الكيميائية ولذلك يستخدم دواء أوندانسيترون أقراص حقن في علاج حالات القيء شديدة الصعوبة الناجمة عن التهابات في المعدة والأمعاء.

## التأثيرات الجانبية
صداع، إمساك، إسهال، دوخة، ألم في الصدر، إرهاق، حرارة، صعوبة في التبول ونادراً ما يحدث اضطرابات في الرؤية.

## وصلات إضافية
- U.S. National Library of Medicine: Drug Information Portal – Ondansetron